# Shimakaze (1942)
Shimakaze (jap. 島風, しまかぜ, シマカゼ) – japoński wielki niszczyciel, jedyny z planowanej serii 17 okrętów tego typu. Wyróżniał się najsilniejszym uzbrojeniem torpedowym spośród okrętów tej klasy na świecie.

## Historia
„Shimakaze” został skonstruowany na bazie wydłużonego kadłuba niszczyciela typu Kagerō. Większa wyporność została wykorzystana przede wszystkim do wzmocnienia uzbrojenia torpedowego. Ponadto, zastosowano znacznie mocniejszą siłownię turboparową, pracującą pod wyższym ciśnieniem pary, co pozwoliło na osiągnięcie bardzo wysokiej prędkości (maksymalnie na próbach – 40,9 węzła). Okręt zamówiono w ramach czwartego programu budowy okrętów z 1939 roku (wraz z 4 niszczycielami typu Kagerō i 10 nowego typu Yūgumo), pod numerem 125, lecz budowa opóźniała się z uwagi na niski priorytet jednostek eksperymentalnych i problemy z wysokociśnieniową kotłownią. Stępkę pod budowę okrętu położono 8 sierpnia 1941 w Stoczni Marynarki w Maizuru, kadłub wodowano 18 lipca 1942. Z budowy dalszych 16 okrętów tego typu, rozważanych w programie na 1942 rok, zrezygnowano. Budowa okrętów tego typu była znacznie bardziej kosztowna od konwencjonalnych dużych niszczycieli, a konstrukcja siłowni była bardziej problematyczna. Okręt otrzymał nazwę „Shimakaze” po wcześniejszym niszczycielu typu Minekaze, oznaczała „Wyspowy Wiatr” (ang. Island Wind)
Doświadczenia wojenne wykazały, że japońskie torpedy Typ 93 kalibru 610 mm były bardzo skuteczną bronią, przy czym trafienia uzyskiwano najczęściej pierwszą i często jedyną salwą. Dlatego brak zapasu torped nie stanowił większego problemu, a duża liczba torped w pierwszej salwie sprawiała, że „Shimakaze” był wartościową jednostką.

## Opis konstrukcji
Niszczyciel „Shimakaze” miał typową architekturę dla japońskich niszczycieli: jego sylwetka była podobna do typów Kagerō i Yūgumo, z tym że był dłuższy i na pokładzie, w osi podłużnej umieszczono jeszcze małą nadbudówkę i trzeci aparat torpedowy. Drugą cechą wyróżniającą było to, że zamiast charakterystycznej dla japońskich okrętów dziobnicy o kształcie rozciągniętej litery S, miał on dziobnicę łukową, mocno wysuniętą do przodu, nadającą sylwetce dynamiczny wygląd, lepszą dla rozwijania dużych prędkości (o kształcie zbliżonym do „atlantyckiego” dziobu wielkich niszczycieli niemieckich i francuskich). Kadłub miał podwyższony pokład dziobowy na niecałej ⅓ długości. Na pokładzie dziobowym znajdowała się jedna dwudziałowa wieża artylerii, a za nią krótka, wieżowa nadbudówka. Nadbudówka była trzykondygnacyjna, na jej górnym poziomie znajdowała się zakryta przeszklona sterówka i za nią stanowisko kierowania ogniem. Przednia ściana nadbudówki była lekko pochylona, jak w typie Yūgumo. Charakterystycznym elementem dla japońskich niszczycieli były łodzie ratunkowe zawieszone po bokach nadbudówki dziobowej. Dwie pozostałe wieże artylerii znajdowały się na pokładzie rufowym i niskiej nadbudówce rufowej, w superpozycji. Kotły znajdowały się w dwóch kotłowniach, a dalej turbiny parowe (układ liniowy siłowni). Spaliny z kotłów były odprowadzane przez dwa kominy (pierwszy – szerszy), pomiędzy którymi był umieszczony na postumencie w osi podłużnej okrętu pierwszy aparat torpedowy; drugi był umieszczony na pokładzie za drugim kominem. Za nim była mała nadbudówka z platformą reflektora, kryjąca ciągi wentylacyjne i za nią trzeci aparat torpedowy. Dalej była niska nadbudówka rufowa, stanowiąca podstawę dla drugiej wieży dział; krótsza niż na poprzednich typach, z powodu miejsca zajmowanego przez aparat torpedowy.

### Uzbrojenie
Niszczyciel „Shimakaze” miał silne uzbrojenie artyleryjskie, przejęte z budowanego równolegle typu Yūgumo, w postaci 6 uniwersalnych dział kaliber 127 mm w nowych wieżach typu „D”, o kącie podniesienia 75°. Mogły one zwalczać samoloty na większych pułapach, aczkolwiek było to umiarkowanie skuteczne z uwagi na małą prędkość naprowadzania i ładowania. Typowe dla japońskich niszczycieli począwszy od typu Fubuki rozmieszczenie dział w zamkniętych wieżach polepszało warunki obsługi. Uzbrojenie torpedowe w postaci 15 wyrzutni torped w trzech aparatach Typ 0, mogących strzelać na dowolną burtę, było najsilniejsze w świecie na okręcie tej klasy, zarówno co do liczby wyrzutni, jak i mocy torped (stosowane na japońskich niszczycielach torpedy tlenowe Typ 93 kalibru 610 mm miały lepsze osiągi niż torpedy kalibru 533 mm używane powszechnie przez większość państw zachodnich).
Słabą stroną okrętu było jedynie lekkie uzbrojenie przeciwlotnicze, które początkowo stanowiły trzy podwójne działka automatyczne 25 mm Typ 96 po obu stronach drugiego komina i na platformie przed nadbudówką dziobową. Stanowisko dziobowe, dodawane na typach Kagerō i Yūgumo dopiero podczas modernizacji, umieszczono od razu podczas budowy.
Na początku 1944 roku okręt zmodernizowano w celu zwiększenia możliwości odpierania ataków lotnictwa amerykańskiego, które w tym okresie stało się największym zagrożeniem. Dlatego zdjęto wieżę nr 2 (rufową) z dwoma armatami kalibru 127 mm, a w zamian zwiększono liczbę armat kalibru 25 mm Typ 96 do 14 (dwie potrójne po obu stronach drugiego komina, dwie potrójne na nadbudówce rufowej, jedna podwójna przed nadbudówką dziobową). W lipcu 1944 dodano jeszcze dodatkowe 14 pojedynczych działek tego typu i 4 wkm kalibru 13 mm. W porównaniu z okrętami amerykańskimi, minusem jednak było stosowanie działek stosunkowo małego kalibru, o mniejszej skuteczności i o niskiej celności przeciwko szybko poruszającym się celom. Od początku okręt wyposażony był w radar.

## Służba
Okręt wszedł do służby 10 maja 1943 i został przydzielony do 11 Flotylli Niszczycieli Pierwszej Floty w celu treningu. Pierwszym dowódcą został kmdr. por. Hiromu Hirose. W lipcu został przydzielony do 2 Flotylli Niszczycieli (ang. DesRon 2) Drugiej Floty.
Między 22 lipca a 1 sierpnia osłaniał ewakuację wojsk z Kiski na Aleutach jako okręt flagowy dowódcy sił osłony (kmdr Shigetaka Amano). Następnie pełnił głównie zadania eskortowe floty między Yokosuką, Truk i Rabaulem. 5 października 1943 dowódcą okrętu został kmdr por. Hiroshi Uwai.
19–20 czerwca 1944 roku wziął udział w bitwie na Morzu Filipińskim eskortując siły adm. Kurity. 23–25 października wziął udział w bitwie o Leyte, ponownie eskortując siły adm. Kurity. 24 października przejął z pancernika „Musashi” rozbitków z krążownika „Maya” i nie wziął następnie aktywnego udziału w starciu pod Samar 25 października, znajdując się na tyłach japońskiego zespołu. 23–25 października odniósł niewielkie uszkodzenia od ataków lotniczych i drobnej kolizji z niszczycielem „Akishimo”.

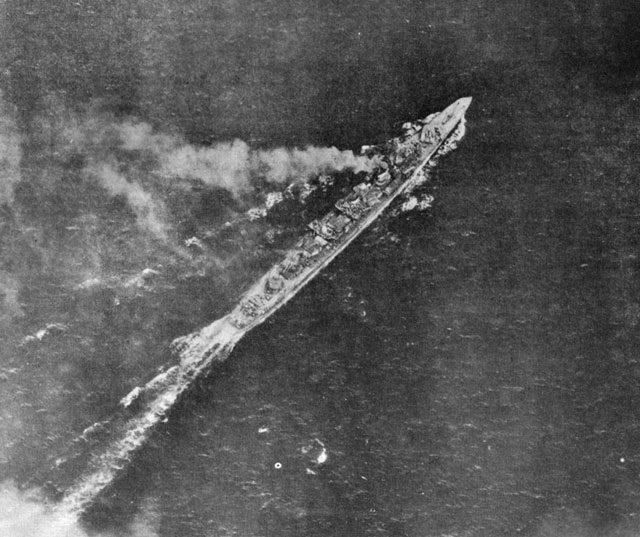
„Shimakaze” atakowany przez lotnictwo 11 listopada 1944

4 listopada 1944 został okrętem flagowym 2. Flotylli Niszczycieli kontradmirała Mikio Hayakawy. W trakcie rejsu w eskorcie transportu wojska TA nr 3 z Manili do Ormoc, „Shimakaze” został zatopiony 11 listopada 1944 roku w zatoce Ormoc, koło wyspy Cebu przez amerykańskie samoloty startujące z lotniskowców zespołu TF 38 w rejonie pozycji 10°50′N 124°35′E/10,833333 124,583333. Unieruchomiony podczas ataku przez bliskie wybuchy, dryfował płonąc przez pewien czas, po czym zatonął wybuchając. Liczba ofiar jest nieznana, uratowano łącznie 131 osób z „Shimakaze” i „Wakatsuki” (ranny został dowódca kmdr por. Uwai, zginął dowódca zespołu kadm. Mikio Hayakawa).

## Dane techniczne
- wyporność:
  - standardowa: 2567 t
  - pełna: 3048 t[b]
- wymiary:
  - długość całkowita: 126 m
  - długość na linii wodnej: 120,5 m
  - szerokość: 11,2 m
  - zanurzenie: 4,1 m
- napęd: 2 turbiny parowe o mocy łącznej 75 000 KM, 3 kotły parowe (ciśnienie pary 40 at), 2 śruby
- prędkość maksymalna: 39 w.
- zasięg: 1400 mil morskich przy prędkości 30 w (większy zasięg przy prędkości ekonomicznej).
- zapas paliwa: ok. 550 t.
- załoga:

Uzbrojenie i wyposażenie:
- początkowo:
  - 6 dział uniwersalnych kalibru 127 mm Typ 3 w wieżach dwudziałowych typu „D” (3×II).
    - długość lufy – L/50 kalibrów, kąt podniesienia −7°+75°, masa pocisku 23 kg, donośność 18 380 m w poziomie, 12 200 m w pionie, prędkość wylotowa 915 m/s, szybkostrzelność 5–10 strz./min[4]

  - 6 działek przeciwlotniczych 25 mm Typ 96 (3×II)
  - 15 wyrzutni torpedowych 610 mm w trzech aparatach Typ 0[5] (3×V, torpedy Typ 93)
  - 2 miotacze i zrzutnie bomb głębinowych (18 bomb głębinowych)
  - radar

- od 1944:
  - 4 działa 127 mm Typ 3 (2×II)
  - 14–28 działek przeciwlotniczych 25 mm Typ 96 (4×III, 1×II, później jeszcze 14×I)
  - 4 wkm plot 13,2 mm
  - 15 wyrzutni torpedowych 610 mm (3×V)
  - 2 miotacze i zrzutnie bomb głębinowych (36 bomb głębinowych)[1]
  - radar